# Simulium koidzumii
Simulium koidzumii är en tvåvingeart som först beskrevs av Tashasi 1940.  Simulium koidzumii ingår i släktet Simulium och familjen knott. Inga underarter finns listade i Catalogue of Life.